# 彼得·米勒 (速度滑冰运动员)
彼得·艾伦·米勒（英語：Peter Alan Mueller，1954年7月27日—），美国男子速度滑冰运动员。他曾代表美国获得1976年冬季奥运会速度滑冰比赛男子1000米金牌。他也参加了1980年冬季奥运会。